# Ziegelschnitzerei

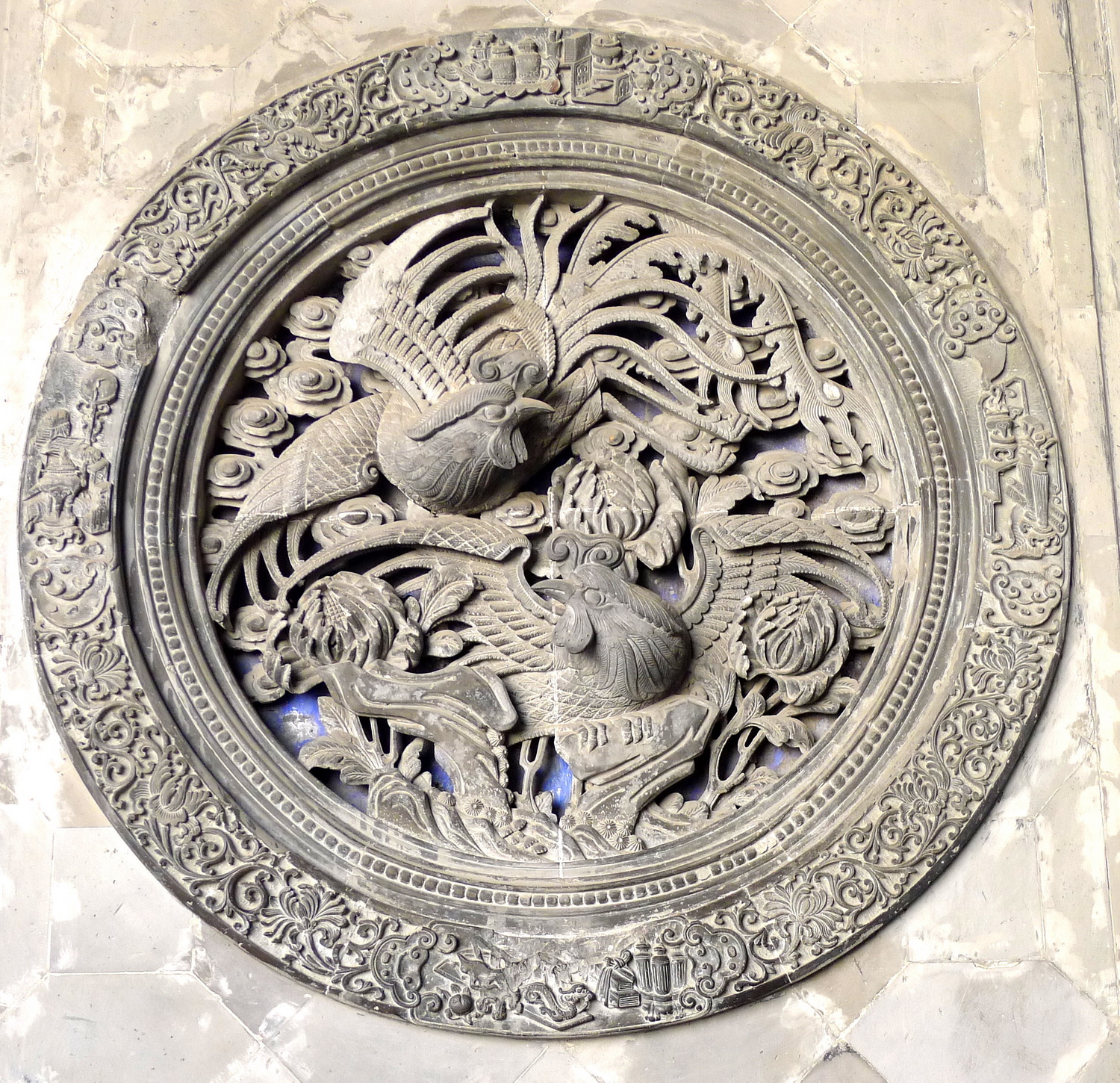
Ziegelschnitzerei eines Hauses der Qing-Dynastie in Hangzhou

Die Ziegelschnitzerei (chinesisch 磚雕 / 砖雕, Pinyin zhuāndiāo, Jyutping zyun1diu1, Pe̍h-ōe-jī tsng-tiau) ist ein verbreitetes traditionelles Ornament in China. Mit Holz- und Steinschnitzerei gehört sie zu den sogenannten 3 Dekorationskünsten der traditionellen chinesischen Architektur und dient in erster Linie zur Ausgestaltung von äußeren Bauteilen (Abschirmungswänden, Türen, Fenstern, Dächern usw.). Eingeschnitzt werden Bilder und Inschriften unmittelbar auf einen fertiggestellten Backstein, nicht auf ein ungebranntes Tonstück. 